# アルベルト・フォン・シュレンク＝ノッチング

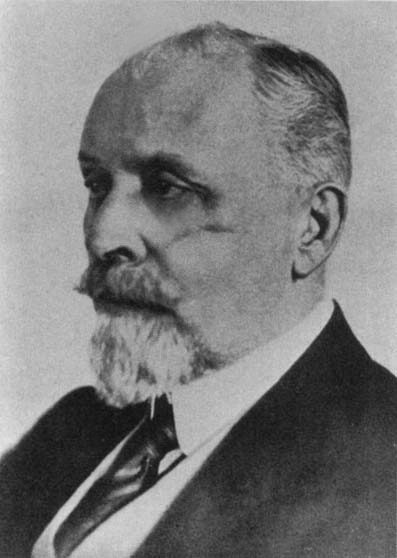
アルベルト・フォン・シュレンク＝ノッチング

アルベルト・フライヘル・フォン・シュレンク＝ノッチング男爵（ドイツ語: Albert Freiherr von Schrenck-Notzing、1862年5月18日 - 1929年2月12日）は、ドイツの神経科医、性心理学者、催眠術研究家、心霊研究家。20世紀初頭における超心理学研究の開拓者の1人といえる人物。

## 人物歴

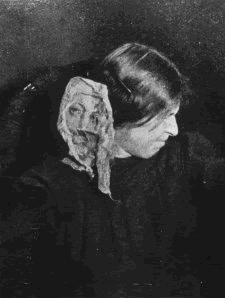
シュレンク＝ノッチング撮影による、エヴァ・カリエールのエクトプラズムとされる写真（1912年）

フランスのナンシー大学を卒業後、1886年から超心理学、特にテレパシーや霊媒の研究に従事し、ドイツ国内・国外で霊媒を用いた実験を行った。1909年には霊媒とされるフランス人女性のエヴァ・カリエールを調査対象とし、エヴァの起こした物質化現象を本物と認めた（エヴァ・カリエールも参照）。
1914年に著作『物質化現象、霊媒テレパシー研究のための寄与』を発表するが、当時はそのような研究が異端視されていたため、この著作はドイツの医学界に衝撃を与え、学会から総攻撃を浴びた。しかし妻の実家が裕福だったため、学会の反発に逢っても一向に生活に不自由することはなく、むしろ超心理学研究に没頭し続けた。ミュンヘンの彼の邸宅では定期的に交霊会が開催され、後にはミュンヘン大学心理学研究所の一室で公開実験が行なわれた。この実験に立ち会った人物にはジャーナリストたちに加え、ハンス・ドリーシュやカール・フォン・クリンコフシュトレームといったドイツの著名な学者たちもいた。
1922年12月20日から1923年1月24日にかけて3回行われた実験は、ドイツの小説家であるトーマス・マンが参加したことでも知られる。当時のマンは著作『ブッデンブローク家の人々』で大きな名声を得ていた上、超常現象を否定する立場におり、名作家としての力量でシュレンク＝ノッチングのペテンを暴くことを多くの人々から期待された。しかしマンは実験後、自分が心霊主義者でないとの立場を貫きながらも、この実験に対しては後の書簡で、霊媒の中に別人格が現れたこと、霊のようなもので物体が動いたことなどの現象を述べ、それらを事実として受け止め、トリックやペテンがなかったことを公言して大きな反響を呼んだ。後のマンのノーベル文学賞受賞第1作『Mario und der Zauberer』（1930年、邦題『マーリオと魔術師』）は、この実験がモデルとなった。
性心理学者としては、ドイツの医学者であるリヒャルト・フォン・クラフト＝エビングが「サディズム」「マゾヒズム」という用語を考案するのに先立ち、同様に性的感情を伴う加虐・被虐の関係を「アルゴグラニア」という病名で総括した業績でも知られている。